# Lenguas wintuanas
Las lenguas wintuanas (también llamada Wintun, Wintoon, Copeh, Copehan) es una familia de lenguas habladas en el Valle de Sacramento, en el norte de California, Estados Unidos.
Todas las lenguas wintuan están en grave peligro de desaparición.

## Clasificación

### Clasificación interna
Se han documentado 5 lenguas Wintu:
I. Wintuano septentrional
1. Wintu. Unos 5 hablantes activos y otros 45 pasivos (2000). Es el mejor documentado de los cinco.
2. Nomlaki (también llamado Noamlakee, o Wintu Central) (†)
3. Wintun
II. Wintuano meridional
4. Patwin. Quedaba un único parlante de Patwin en 1997.
5. Patwin del Sur o Suisun (†)
Pitkin (1984) considera las lenguas Wintu muy relacionadas entre sí, de modo similar a lo que ocurre con las lenguas romance. Puede que hayan evolucionado de una lengua común hace unos 2000 o 2500 años, con una divergencia similar a la existente entre las lenguas románicas.

### Relaciones con otras lenguas
La familia wintuana era parte de la llamada semilla californiana de la originaria lengua Penuti, según propuesta de Roland B. Dixon y Alfred Kroeber. Esta propuesta no más que una hipótesis. 

## Descripción lingüística

### Fonología
A. Sheperd (2005) ha reconstruido recientemente el proto-wintun con bastante detalle, el inventario de consonantes reconstruido es:
|                         |              | Labial | Alveolar | Alveolar | Palatal | Velar | Post- velar | Glotal |
| central                 | lateral      | Labial |          |          | Palatal | Velar | Post- velar | Glotal |
| ----------------------- | ------------ | ------ | -------- | -------- | ------- | ----- | ----------- | ------ |
| obstruyente no-continua | aspirada     | *pʰ    | *tʰ      |          | *čʰ     | *kʰ   | *qʰ         |        |
| obstruyente no-continua | glotalizada  | *pʼ    | *tʼ      | *tɬʼ     | *čʼ     | *kʼ   | *qʼ         |        |
| obstruyente no-continua | sorda simple | *p     | *t       |          | *č      | *k    | *q          |        |
| obstruyente no-continua | sonora       | *b     | *d       |          |         |       |             |        |
| fricativa               | fricativa    |        | *s       | *ɬ       |         | *x    | *χ          | *h     |
| nasal                   | nasal        | *m     | *n       |          |         |       |             |        |
| aproximante             | aproximante  | *w     | *r       | *l       | *y      |       |             |        |

El sistema vocálico está formado por cinco vocales breves i, e, a, o, u y cinco vocales largas iˑ, eˑ, aˑ, oˑ, uˑ.

### Gramática
Las lenguas wintu son lenguas flexivas de tipo fusionante. El nombre suele llevar marcas de caso morfológico explícitas y el verbo además de las categorías habituales expresa la categoría abstracta de evidencialidad